# Ursa flavovittata
Ursa flavovittata är en spindelart som beskrevs av Simon 1909. Ursa flavovittata ingår i släktet Ursa och familjen hjulspindlar.
Artens utbredningsområde är Vietnam. Inga underarter finns listade i Catalogue of Life.